# François Chatriot
François Chatriot est un pilote français de rallye automobile, né le 1er janvier 1952 à Paris. Ses principaux copilotes furent Michel Périn de 1984 à 1992, puis Denis Giraudet jusqu'en 1996.

## Biographie

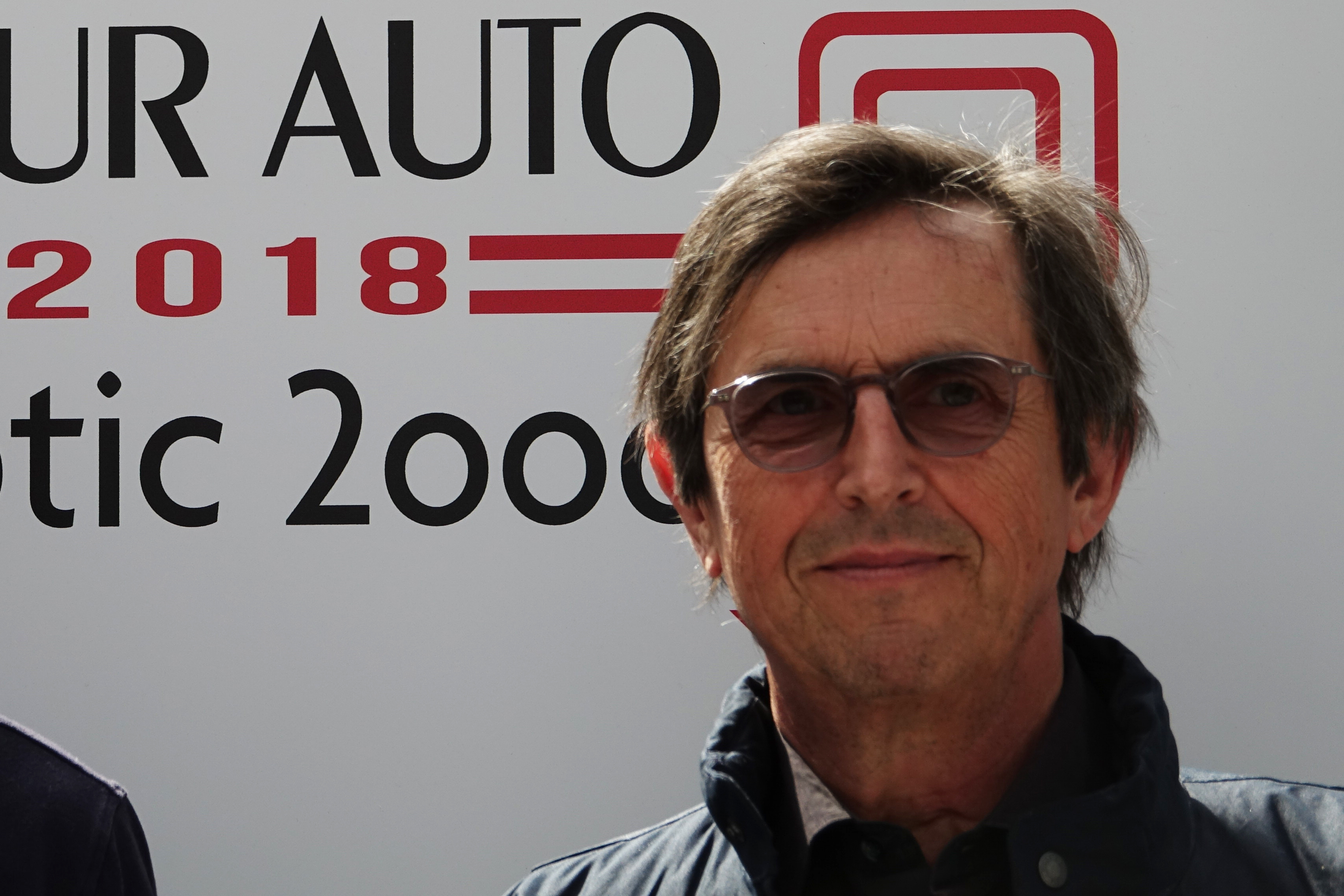
François Chatriot au Tour Auto Optic 2000 édition 2018.

Il débute en compétition par le rallye tout terrain en 1974, mais s'oriente ensuite vers les rallyes « classiques » sur asphalte.
Issu d'une famille de médecins, après une spécialité en radiologie à l'Hôtel-Dieu de Paris, il décide de se consacrer pleinement à sa carrière de pilote le 1er janvier 1982, le jour de ses trente ans.
C'est en 1982 qu'il signe sa première victoire en Championnat de France des rallyes, au Rallye Terre de Provence, sur une Renault 5 Turbo. Cette période avec Renault sera très prolifique, même s'il échoue pour le titre français face à Didier Auriol en 1986, puisqu'elle lui offre la possibilité d'un programme en Championnat du monde, au volant de la Renault 11 Turbo, en 1987. Après avoir quitté la « Marque au losange », il deviendra ensuite par deux fois champion de France, en 1989 et 1990, avec une BMW M3 du team Prodrive.
En 1991, François Chatriot revient pour un programme en Championnat du monde des rallyes avec l'équipe officielle Subaru afin d'y faire débuter la nouvelle Subaru Legacy RS. Mais après avoir essuyé de nombreux plâtres au volant de cette auto peu fiable du fait de sa jeunesse, il est remercié et signe chez Nissan pour piloter une Sunny GTI-R lors de la saison 1992. Mais le constructeur japonais écourtera sa saison et se retirera du rallye. Réputé pour ses talents de metteur au point, François Chatriot passe alors la saison 1993 en tant qu'essayeur pour l'équipe du Toyota Team Europe, avec à la clé une participation lors du Tour de Corse, agrémentée de quelques courses sur le circuit de Supertourisme français, au volant d'une BMW 318i engagée par le Garage Mirabeau.
En 1994, il revient en Championnat de France des rallyes, où il finit troisième sur une Toyota Celica 4WD avec quatre victoires, ainsi qu'une en Championnat d'Europe, aux Boucles de Spa. À nouveau pilote essayeur pour le compte de Toyota, durant la saison 1995, Chatriot signe chez Peugeot Sport en 1996 afin de développer et piloter la 306 Maxi en Championnat de France des rallyes. Mais, « démotivé » à la suite d'un début de saison moyen, il décide de mettre un terme à sa carrière au soir du Rallye Grasse-Alpin.
Puis, après un court intermède comme acteur de cinéma et de théâtre, François Chatriot travaille aujourd'hui[Quand ?] pour Citroën comme responsable sportif, après avoir occupé un poste similaire chez Peugeot. Dernier vainqueur étranger des Boucles de Spa (Belgique), en 1994 sur Toyota Celica Turbo 4WD, et après avoir terminé 4e et 5e (1988 et 1989) des 24 Heures de Spa, en endurance sur circuit, au volant d'une BMW M3, l’ex-double champion de France des rallyes reforma en 2010, avec Denis Giraudet, le tandem victorieux, à l'occasion de sa participation à la version VHC (véhicules historiques) de la classique spadoise les Legend Boucles de Spa. Pour l'occasion, il pilotait une puissante Mazda RX7 Groupe B, propulsion, mais il dut renoncer à cause de problèmes mécaniques.

## Vie privée
François Chatriot est marié à Armelle Bouteiller depuis 1983, avec qui il a eu 3 enfants, Louis, Inès et Salomé.

## Palmarès français et international
4 podiums en Championnat du monde des rallyes : 2e du Tour de Corse en 1986 et 1989, 3e en 1990 et 1993 - 23 victoires en championnat de France
- 1996 - 9e du Championnat de France des rallyes (3e du Rallye Lyon-Charbonières et du Rallye Grasse-Alpin et 6e du Tour de Corse (Cht du monde et France) - Peugeot 306 Maxi du team Peugeot Sport
- 1995 - Vainqueur du Trophée Andros[6] et des 24 Heures de Chamonix - Opel Astra
- 1994 - 3e du Championnat de France des rallyes avec 4 victoires : Rallye Grasse-Alpin, Rallye Alsace-Vosges, Rallye du Mont-Blanc et Rallye du Touquet, ainsi qu'un succès aux Boucles de Spa (Belgique - Cht d'Europe) - Toyota Celica Turbo 4WD du Toyota Team Europe. Également vainqueur des 24 Heures de Chamonix et 2nd du Trophée Andros - Opel Astra
- 1993 - 19e du Championnat du monde des rallyes et 3e Tour de Corse - Toyota Celica Turbo 4WD du Toyota Team Europe. Également 2e du Trophée Andros
- 1992 - 27e au Championnat du monde des rallyes (10 pts) - Nissan Sunny GTi-R du team Nissan Motorsports Europe
- 1991 - 33e au Championnat du monde des rallyes (8 pts) et 9e du Tour de Corse (Cht du monde et France) - Subaru Legacy RS du Subaru Rally Team Europe
- 1990 - Champion de France des rallyes avec 4 victoires : Rallye des Garrigues, Rallye Alpin-Behra, Rallye Alsace-Vosges et Rallye du Rouergue et 3e du Tour de Corse (Cht du monde et France) - BMW M3 du team Prodive Bastos
- 1989 - Champion de France des rallyes avec 5 victoires : Rallye Alpin-Behra, Rallye du Mont-Blanc, Tour auto de Nice, Rallye d'Antibes et Rallye du Var et 2de place au Tour de Corse (Cht du monde et France). Victoire aussi au Rallye Jeanne d'Arc (Cht de France 2nde Division) - BMW M3 du team Prodive Bastos
- 1988 - 4e du Championnat de France des rallyes avec 2 victoires : Rallye des Garrigues et Rallye Alsace-Vosges +  4e du Tour de Corse (Cht du monde et France) - BMW M3 du team Prodive Bastos
- 1987 - 13e du Championnat du monde des rallyes (22 pts) - Renault 11 Turbo Renault Sport
- 1986 - Vice-champion de France des rallyes avec 4 victoires : Rallye des Garrigues, Critérium Alpin, Tour de France automobile et Rallye du Var, 3e du Championnat d'Europe des rallyes et 2nd du Tour de Corse (Cht du monde et France) - Renault Maxi 5 Turbo de la Société Diac
- 1985 - 6e du Championnat de France des rallyes, avec 3 victoires : Rallye du Touquet, Rallye du Mont-Blanc et Rallye du Var - Renault 5 Maxi Turbo de la Société Diac
- 1984 - 7e du Championnat de France des rallyes et 8e du Tour de Corse (Cht du monde et France) - Renault 5 Turbo « Corse » de la Société Diac
- 1983 - 6e du Championnat de France des rallyes - Renault 5 Turbo « Corse »
- 1982 - 6e du Championnat de France des rallyes, vainqueur du Rallye Terre de Provence - Renault 5 Turbo
- 1981 - 20e du rallye Monte-Carlo - Volkswagen Golf GTI